# Montels (Hérault)
Montels é uma comuna francesa na região administrativa de Occitânia, no departamento de Hérault. Estende-se por uma área de 7,3 km². Em 2010 a comuna tinha 257 habitantes (densidade: 35,2 hab./km²).